# Lago di Poschiavo
Der Lago di Poschiavo (dt. Puschlaversee) ist ein See in der Südbündner Talschaft Puschlav. Er wird im Wesentlichen durch den Poschiavino gespeist.

## Lage
Unmittelbar am See liegen die kleinen Ortschaften Le Prese und Miralago; die Zentren der Gemeinden Poschiavo und Brusio sind 5 bzw. 3 km entfernt.
Man erreicht den See von Norden über den Berninapass oder die Forcola di Livigno, von Süden via Tirano (Italien). Die Berninabahn führt auf 2 km Länge am westlichen Ufer entlang. Zu Fuss kann der See in zwei Stunden auf einem ebenen Wanderweg umrundet werden.

## Entstehung
Durch einen postglazialen vorhistorischen Bergsturz mit Trümmerstrom:3, der vom bei Albert Heim noch als Corno del Ciumellino und heute als Giümelin (2040 m) bezeichneten Berg der rechten Talflanke niederging, bildete sich auf der Höhe der heute Miralago genannten Ortschaft eine Barriere, die das Tal absperrte.:13

## Wirtschaftliche Nutzung
Eine künstliche Talsperre zur Energiegewinnung gibt es nicht, lediglich eine Wasserfassung am Südende, um den Abfluss aus dem See zu regulieren. Der grösste Teil des Wassers fliesst in einem etwa 5,3 Kilometer langen Stollen von Miralago zum etwa 750 Meter westlich Campocolognos gelegenen Wasserschloss Monte Scala (950 m ü. M.). Von dort wird es in einer offen verlegten Druckleitung über 420 Meter Höhenunterschied hinunter zum Kraftwerk Campocologno geführt.  Im Lago di Poschiavo steht eine Speicherkapazität von 15,1 Millionen Kubikmeter für die Wasserkraftproduktion zur Verfügung. Überschüssiges Wasser nimmt den natürlichen Weg durch den Fluss Poschiavino in die Adda.

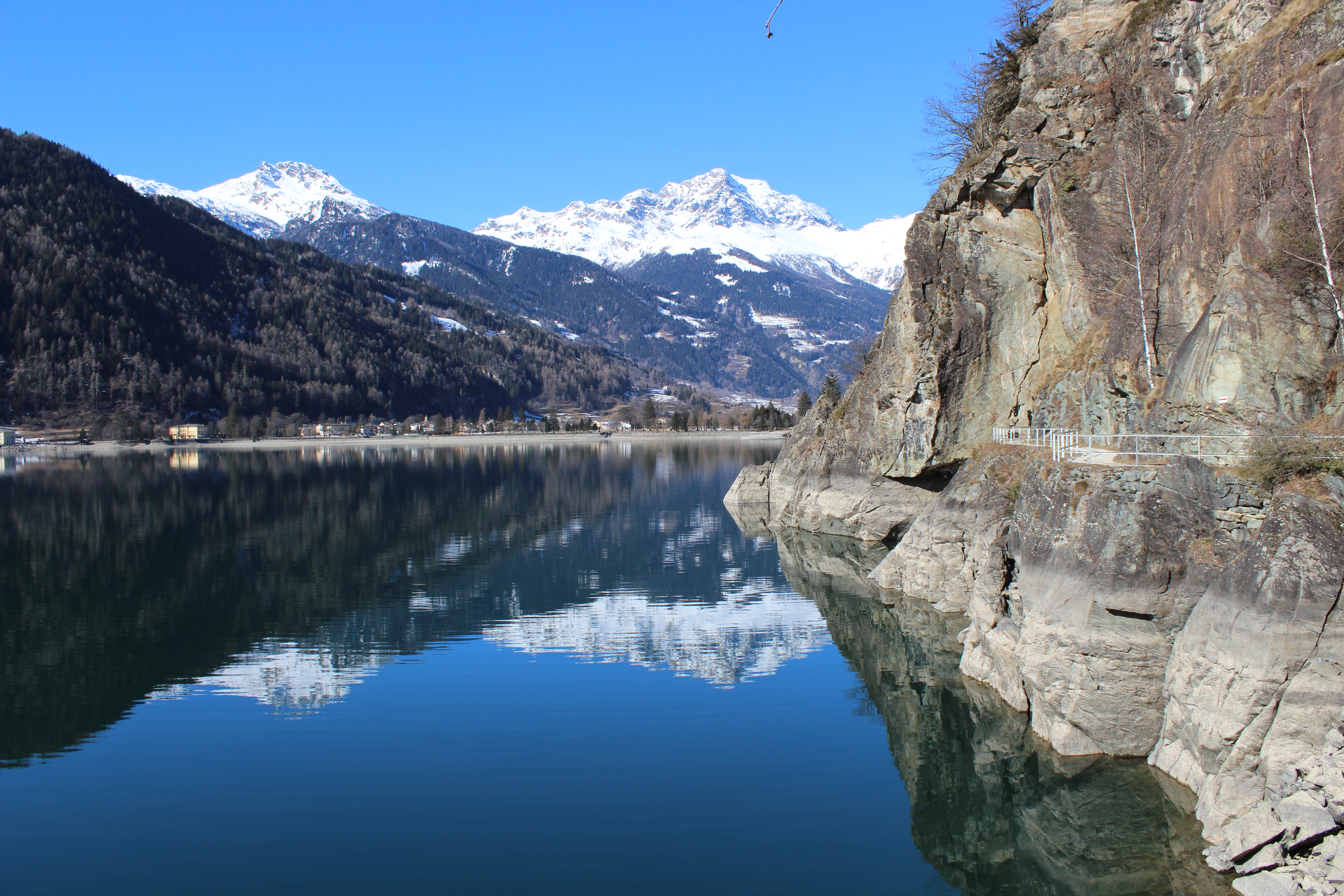
Der Lago di Poschiavo von der Ostseite des Sees gesehen
Lago die Poschiavo mit Piz Palü von Miralago. Historisches Bild von Leo Wehrli (1947).